# Miagrammopes corticeus
Miagrammopes corticeus là một loài nhện trong họ Uloboridae.
Loài này thuộc chi Miagrammopes. Miagrammopes corticeus được Eugène Simon miêu tả năm 1892.